# Amir Abdullah Khan Niazi
El Teniente General Amir Abdullah Khan Niazi (Punyab Raj británico, 1915 - Lahore Pakistán, 1 de febrero de 2004) fue un general del ejército pakistaní. En 1971, Niazi quedó a cargo del contingente oriental del ejército de Pakistán, ubicado en Pakistán Oriental (ahora Bangladés). En dicho año, se desataron la Guerra de Liberación de Bangladés y la Guerra indo-pakistaní de 1971. Finalmente, el 16 de diciembre, Niazi sería el encargado de firmar la rendición de sus 93.000 tropas frente al ejército indio. Niazi siempre afirmó que la decisión de firmar no fue suya, sino que fue dictada por el Alto Mando pakistaní. Terminadas las hostilidades, fue usado como chivo expiatorio, siendo acusado de las pérdidas militares y de cometer violaciones de derechos humanos durante la guerra; desde entonces, Niazi dedicó gran parte del resto de su vida a demostrar su inocencia. Poco antes de morir publicó su libro La traición de Pakistán Oriental. Murió en el 2004 en Lahore debido a complicaciones diabéticas.
- Datos: Q2641946